# Noguera Ribagorzana
La Noguera Ribagorzana (Noguera Ribagorçana en catalan) est une rivière pyrénéenne espagnole, affluent droit du Sègre. Elle appartient en conséquence au bassin de l'Èbre.

## Toponymie
Elle doit son nom aux comarques d'Alta Ribagorça (Catalogne) et de Ribagorce (Aragon).

## Géographie

### Topographie
Elle prend sa source au début de la vallée de Barrabès (Val d'Aran), dans la province de Lérida et se jette dans le Sègre sur la commune de Corbins (comarque de Segrià, province de Lérida). Une bonne partie des 133 km de son parcours marque la frontière entre Catalogne et Aragon.